# Sviatoslav III de Vladímir

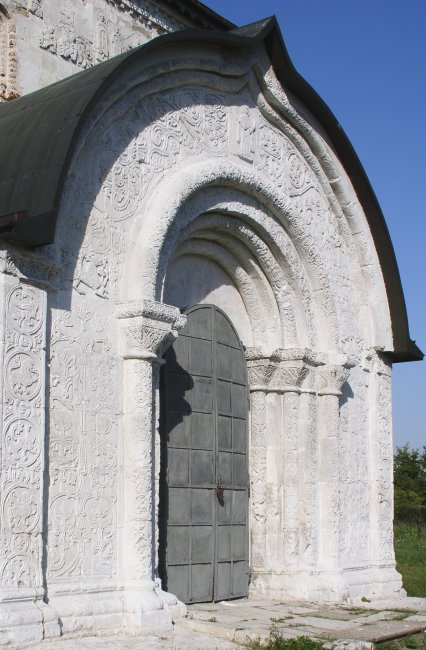
El pórtico de la iglesia Gueórguievski, que Sviatoslav construyó en Yúriev-Polski.

Sviatoslav Vsévolodovich de Vladímir (del ruso: Святослав III Всеволодович) (27 de marzo de 1196-3 de febrero de 1252) fue príncipe de Nóvgorod (1200-1205, 1207-1210), príncipe de Yúriyev-Polski (1214-1238, príncipe de Pereslavl (1228-1234), príncipe de Súzdal (1238-1246) y gran príncipe de Vladímir-Súzdal (1246-1248). Se casó con Evdokía Davídovna, hija del príncipe de Múrom David Yúrievich, con quien tuvo a un hijo, Dmitri. 
Sviatoslav Vsévolodovich fue el sexto hijo de Vsévolod III de Vladímir (o Vsévolod Gran Nido) y María Shvárnovna. En 1200, con sólo cuatro años, recibe de su padre el principado de Nóvgorod, que le es quitado en 1206 para dárselo a su hermano Konstantín de Vladímir, y que le sería devuelto en 1208. En 1212, en la partición de la tierra de su padre, recibió la ciudad de Yúriev-Polski. En esta ciudad patrocinó la construcción de la catedral de San Jorge, construida entre 1230 y 1234 (en la imagen).  En 1220 Sviatoslav saqueó Aşlı en Bulgaria del Volga. En 1222 fue enviado por Yuri a defender Nóvgorod de los Caballeros Teutónicos, y, con un ejército combinado ruso-lituano de 12.000 hombres saqueó los alrededores de Cēsis. En 1226 fue enviado contra los mordovios con resultados satisfactorios. En 1229 fue enviado a Pereyáslav-Jmelnitski, capital del Principado de Pereyáslavl. En 1238 participa en la batalla del río Sit donde murió su hermano Yuri II de Vladímir y su familia, tras la que recibe el trono de Súzdal. Tras la muerte de su hermano Yaroslav II de Vladímir, envenenado en la corte de Batu Kan, subió al trono de Vladímir por el principio de agnación. Los hijos de Yaroslav, Andréi II y Alejandro Nevski protestaron ante Batu Kan.
El reinado de Sviatoslav en Vladímir fuere corto y sin nada a destacar. En 1248, su sobrino Mijaíl Jorobrit de Moscú, desafiando el antiguo sistema de sucesión, tomó la ciudad de Vladímir y expulsó a Sviatoslav a Yúriev-Polski. El kan había decidido que los dos hermanos gobernaran en común en Vladímir a partir de ese año. Parece que volvió a Yúriev-Polski y mandó construir el monasterio de San Miguel Arcángel. Dos años más tarde, Sviatoslav y su hijo visitaron a la Horda de Oro, demandándole al kan para que le reinstaurara a él en el trono del gran-príncipe. Murió el 3 de febrero de 1252 y fue enterrado en Yúriev-Polski.